# Ågelsjön
Ågelsjön är en sjö i Norrköpings kommun i Östergötland och ingår i Kilaån-Motala ströms kustområde. Sjön är 35,3 meter djup, har en yta på 1,41 kvadratkilometer och befinner sig 67,7 meter över havet. Ågelsjön ligger i naturreservatet Ågelsjön och Natura 2000-område och skyddas av habitat- och fågeldirektivet. Sjön avvattnas av vattendraget Hultån.
Sjön är belägen cirka en mil norr om Norrköping. Runt om Ågelsjön ligger det många bergssidor som är populära för bergsklättring.
Ågelsjön med omnejd är även populärt som badplats och för att vandra i. Det är en synnerligen naturskön omgivning och om man letar sig uppåt på stigar så finns det många vackra utsikter över sjön med omnejd.
Sjön är en humus-sjö, d.v.s. innehåller mycket humus.

## Delavrinningsområde
Ågelsjön ingår i delavrinningsområde (650730-151652) som SMHI kallar för Utloppet av Ågelsjön. Medelhöjden är 106 meter över havet och ytan är 9,74 kvadratkilometer. Räknas de 3 avrinningsområdena uppströms in blir den ackumulerade arean 27,39 kvadratkilometer. Hultån som avvattnar avrinningsområdet har biflödesordning 2, vilket innebär att vattnet flödar genom totalt 2 vattendrag innan det når havet efter 6,4 kilometer. Avrinningsområdet består mestadels av skog (84 procent). Avrinningsområdet har 1,49 kvadratkilometer vattenytor vilket ger det en sjöprocent på 15,3 procent.

## Galleri

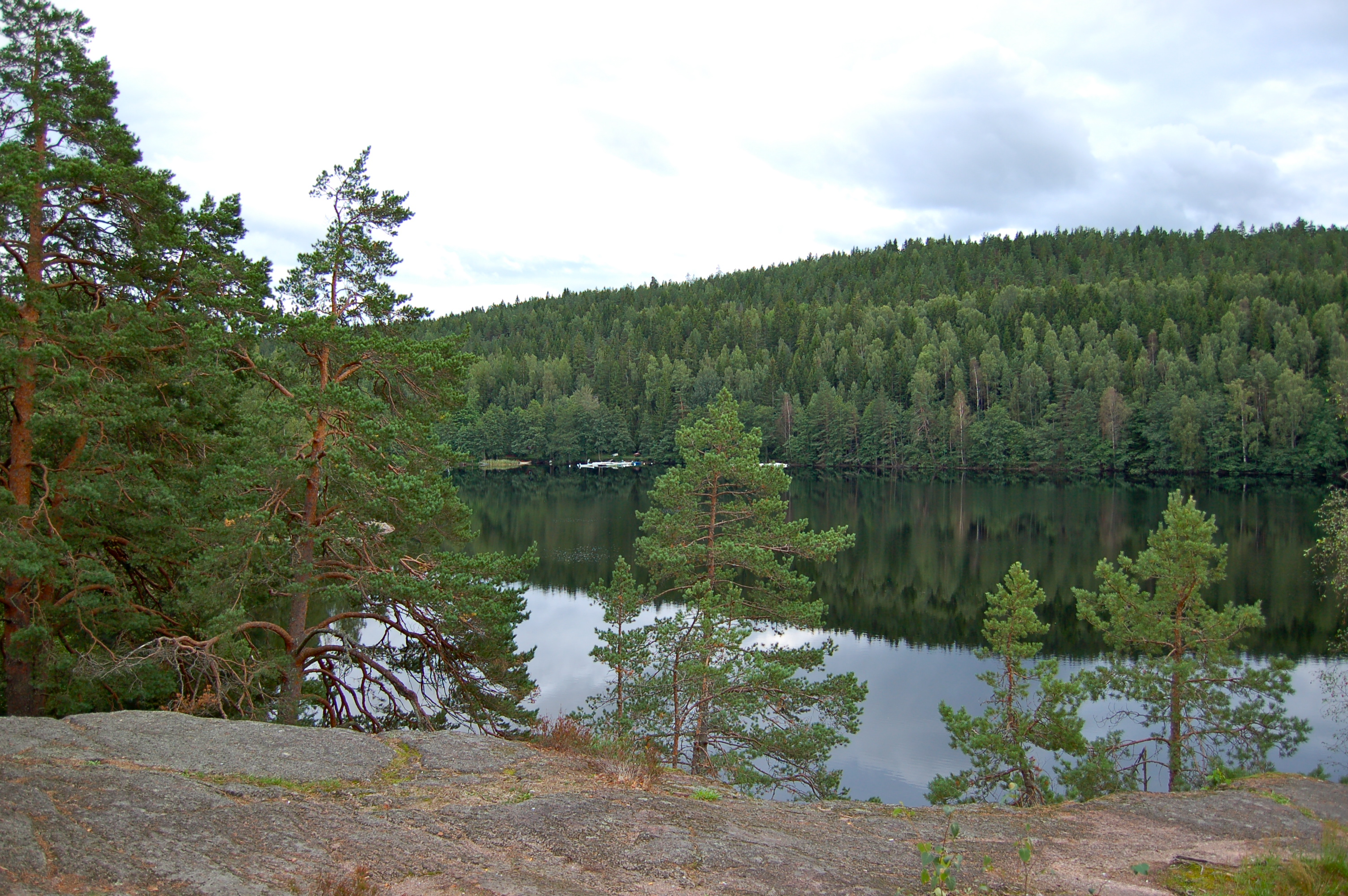
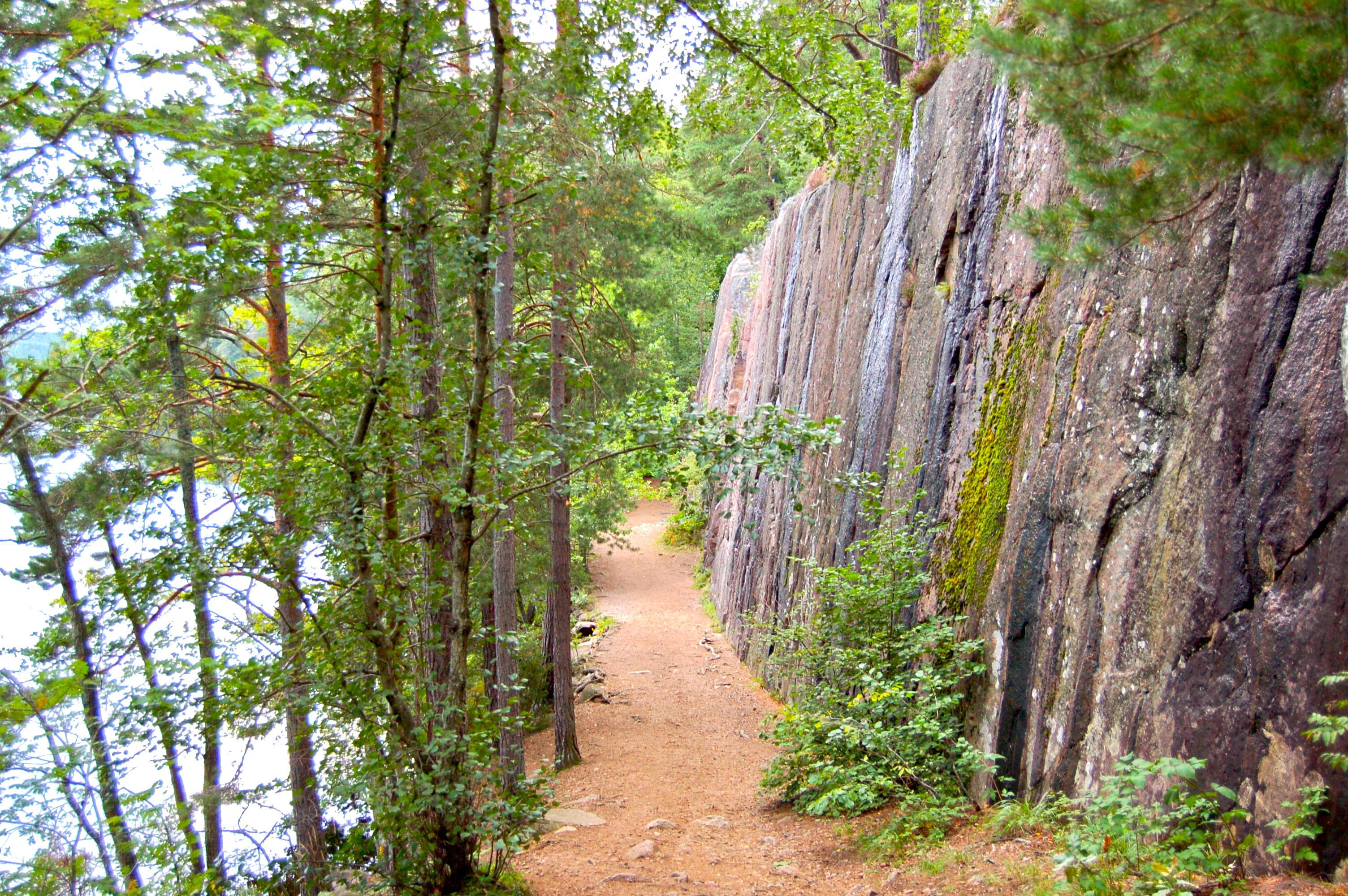
Stup vid sjön.